# Mleçan
Mleçan / Mlečane (cyr. Млечане) – wieś w Kosowie, w regionie Prizren, w gminie Malishevë/Mališevo. W 2011 roku liczyła 1211 mieszkańców. 